# Re 482
Les Re 482 sont des locomotives électriques des Chemins de fer fédéraux suisses construites par Bombardier Transportation.

## Histoire
Depuis 2001, CFF Cargo en a commandé 50 locomotives (Traxx Ac) marchandises bicourant. Ces machines polycourant sont affectées au trafic transfrontalier entre l'Allemagne et la Suisse, 15 d’entre elles, des Re 482.2 peuvent circuler en Autriche depuis 2006.
Elles sont destinées essentiellement au trafic de marchandises et sont appelées à remplacer les anciennes Ae 610, Re 620 et Re 420.
Elles sont similaires aux BLS Re 485 du BLS.
La série 2 « TRAXX F140 AC2 » Re 482 de 035 à 049 a été vendue en Allemagne à diverses compagnies privées, en raison du manque de l’ETCS.
Les Re 482 035 à 045 sont vendus à Nordic Re-finance AB.
La 046-047 sont vendus à International Rolling Stock Investment GmbH.
La 048-049 sont vendus à HRS - Hamburger Rail Service GmbH & Co. KG
Baptêmes :
- Re 482 000-7 : Köln
- Re 482 008-0 : Ökotrans
- Re 482 009-8 : Zürich Oerlikon
- Re 482 023-9 : Olten
- Re 482 033-8 : Basler Rheinhäfen
- Re 482 034-6 : Duisburg